# Sydnee Andrews
Sydnee Andrews (ur. 12 grudnia 2002) – nowozelandzka judoczka. Olimpijka z Paryża 2024, gdzie zajęła siedemnaste miejsce w wadze ciężkiej.
Uczestniczka mistrzostw świata w 2023 i 2024. Startowała w Pucharze Świata w 2019, 2022, 2023 i 2024. Brązowa medalistka igrzysk wspólnoty narodów w 2022. Srebrna medalistka mistrzostw w strefie Oceanii w 2025 i brązowa w 2023 roku.